# Menhir de Guittard
Pour les articles homonymes, voir Guittard.
Le menhir de Guittard est un menhir situé à Montolieu dans le département de l'Aude.

## Description
Le menhir a été érigé sur un plateau rocheux dominant la confluence du ruisseau de la Combe et de la rivière de la Rougeanne. C'est une dalle en granite à grains grossiers provenant des sommets de la Montagne Noire. Il mesure 1,10 m de hauteur pour 0,60 m de largeur à la base et 0,20 m d'épaisseur au maximum.